# Nchumbulu jezik
Nchumbulu jezik (ISO 639-3: nlu), nigersko-kongoanski jezik kojim govori oko 1 800 ljudi (2003 SIL) u tri sela zapadno od jezera Volta u Gani. Jedan je od 12 jezika sjeverne podskupine guang jezika. 
Srodan je jezicima chumburung [ncu] i dwang [nnu]. U upotrebi je i akanski [aka].

## Vanjske poveznice
- Ethnologue (14th)
- Ethnologue (15th)